# Bidessonotus melanocephalus
Bidessonotus melanocephalus är en skalbaggsart som beskrevs av Régimbart 1895. Bidessonotus melanocephalus ingår i släktet Bidessonotus och familjen dykare. Inga underarter finns listade i Catalogue of Life.